# Kamipro
kamipro（カミプロ）は、日本のプロレス、格闘技の専門雑誌。

## 概要

### 山口日昇時代

#### 世謝出版時代

##### 『紙のプロレス』
1991年創刊。当時編集者だった山口昇（現在の山口日昇）が自己の出版社「世謝出版（よしゃしゅっぱん）」から刊行した。零細出版社だったため、地方・小出版流通センターという小部数出版物専門の取次を通して流通させた。この時期はA5判でグラビアが皆無。創刊号5000部は完売。

###### 創刊時のコンセプト
誌名は「プロレス」ではなくて『紙のプロレス』。「世の中とプロレスする雑誌」をコンセプトとしていた。ここで説明すると、プロレスとはリングの上でプロレスラーと闘うものである。リングの上ではなく紙の上で、プロレスラーとではなく「世の中とプロレスする」ということはつまり、プロレスをテーマとした雑誌ではない、人間の生き方をテーマにするという意味の雑誌だった。ゆえにプロレス雑誌ではあって当たり前のグラビア・試合リポートはおろかレスラーのインタビューも掲載していない。執筆陣は高田文夫、ナンシー関、中島らも、椎名誠、立川談志、馳星周ら。。

##### 紙のプロレスインターナショナル
『紙のプロレス』誌は新間寿恒（新間寿の息子）とのトラブルですぐに廃刊した。しかし山口は、平社員（吉田豪）を身代わりに、編集部代表として新間の会社まで謝りに行かせた。彼が部屋に入ると、激高した寿恒は「山口（昇）という男はお前かっ!!」と怒鳴り、膝蹴りを数発彼に見舞った。新間は、謝りに来るとすれば会社代表者の山口が来るのが当然だろうと考えていたとされる。
『紙のプロレス』誌は廃刊し、編集長の職を完全に解かれた山口昇は、世謝出版の社史編纂室の平社員に降格した。しかしその直後同社は『紙のプロレスインターナショナル』という雑誌をA5判で新創刊。社会人になって数か月の、完全な新入社員を編集長とし全権を委任にしたとし、以降の刊行を続けた。なお、この「××インターナショナル」という名は、UWF崩壊後直ぐにUWFインターナショナルという別の団体が待ち構えていたかのように立ち上がった話を念頭に置いた命名と思われる。

#### ダブルクロス時代

##### 柳沢忠之との共同経営/ワニマガジン社との提携
NWFという編集プロダクションを立ち上げていた柳沢忠之が『紙のプロレスインターナショナル』に寄稿していたことがきっかけで、山口昇と柳沢忠之が共同で1994年に株式会社ダブルクロスを設立。『紙のプロレスインターナショナル』はダブルクロスで発行することになり、ワニマガジン社を窓口にし、大手の取次を通じて全国で発売されるようになった。しかし、1996年になってCSの衛星放送の格闘技専門チャンネルのFIGHTING TV サムライの開局に伴い、柳沢忠之がダブルクロスの社員10数名を引き連れて移籍。

##### 紙のプロレスRADICAL
ダブルクロスに残ったのは山口昇と新人の女子2名の3人だった。残された山口は、プロレスバラエティー番組『リングの魂』の雑誌版『Rintama』を編集し、売上は非常に好調であったが山口が番組プロデューサーと喧嘩をした為、3号で休刊、1996年に『紙のプロレスRADICAL』を創刊する。誌面を大判化しカラーページを増やし、プロレスに加えて、新たに格闘技のPRIDEやリングスを誌面の中心にした。
判が小さかった頃の旧『紙のプロレス』は後に「ちっちゃい紙プロ」と言われて、UWFインターナショナルと高田延彦をからかうスタンスだった。
『Rintama』で高田らと関係修復をし、『紙のプロレスRADICAL』創刊号の表紙に高田延彦を起用する約束だったのが、『週刊プロレス』の編集長を辞任したターザン山本を表紙にして創刊した。その結果、創刊号は返本率65%と返本の山だったという。高田からは、話が違うとクレームがつき2号で改めて高田が表紙になった。

###### 格闘技専門雑誌への転向
1998年に新日本プロレスから取材拒否を受け、ミスター高橋に取材をしたことでNOAHからも取材拒否をされてプロレスのメジャー団体に取材をすることが一切できなくなり、雑誌の方向が定まっていく。
当時はPRIDEが大きくなりつつある時期ということもあり、格闘技を積極的に取り上げ、支持者を増やしていく。
PRIDE以外にはリングス、格闘探偵団バトラーツ、ZERO-ONEといった団体が誌面の多くを飾った。リングスと関係が悪化していたパンクラスについては、『パンクラス公式読本』という書籍を編集していたが、『紙のプロレスRADICAL』本誌ではほとんど取り上げなかった。しかし、その3団体がいずれも潰れたことから「紙プロがプッシュする団体は必ず潰れる」というありがたくないジンクスを頂戴することとなる。
2000年代前半頃にリングスと関係が切れる。
2002年頃携帯電話サイトの「紙プロhand」を開設する。（後のkamipro move） ニュースの速報が速く、特にPRIDE関係のニュースについては後に述べる事情により“事実上の公式発表”と同等視された。
かつて本誌を率いた柳沢忠之は、サムライＴＶでの上司である谷川貞治とともにサムライＴＶを退社した後、谷川とともに「ローデス」という編集プロダクションを作り、谷川がコメンテーターとして出演していたテレビ番組『SRS』の雑誌版『SRSDX』を創刊した。SRSDXの取材対象は当然ながら同番組で取り上げる範囲と大きくダブり、K-1を中心とした格闘技と、プロレスをメインにしていた。現在のkamiproの原型は実はこの雑誌にあるともいえる。のち、ドリームステージエンターテインメント（DSE）が主催するPRIDEのテレビ中継(スカイパーフェクTV)の解説者を谷川貞治が務め始めたのとほぼ同時期に、柳沢は、PRIDE運営（特に企画・対戦カード決定）に外部スタッフとしてかかわるようになる。ところがそののち柳沢は、当時PRIDEと対立していたK-1の新会社FEGの設立メンバーとしてDSEを去った。谷川もPRIDEを離れFEGの社長に就任した。それと相前後してDSEの運営に入ったのがかつて柳沢の盟友であった山口日昇であった。
山口がDSEの興行の運営者の一人となったことから、同誌は「DSEの機関誌」と読者や関係者から呼ばれることも多く、現実にもまったく悪びれずにDSEのPRIDEやハッスルといった関係の記事が目立つようになった。
DSEと対立関係にあったK-1からは取材拒否を受けて、例外的に前述の経緯から谷川貞治のみが取材可能な状態だった。
ところがDSEの事実上の活動停止により、宙に浮いたプロレスイベントのハッスルは、新運営団体ハッスルエンターテインメントにより活動を続行した。その代表に就任したのが山口であった（2007年） 。以降彼は雑誌の編集どころではなくなり、ハッスルの後始末に奔走することになる。ハッスルそのものも解体され後継の興行ハッスルMAN'Sワールドが2010年に旗揚げされたが、表面上の役職にはいろいろな人が名を連ねているものの、こちらを実質的に運営しているのも山口である。

##### 現誌名への改名/エンターブレインとの提携
2005年には発売元をワニマガジン社からエンターブレイン（角川グループホールディングスを構成する一社。ファミ通で知られた旧アスキーである）に移し、雑誌名を『kamipro』に変更する（エンターブレイン・ムックとして刊行）。
2006年に山口が編集長を辞任し、ジャン斉藤が統括本部長に就任。「週刊ゴング」編集長を辞したGKこと金沢克彦をレギュラーに迎えたことにより、新日本プロレス選手会の意向で行われていた新日本プロレスからの取材拒否は2006年に解除された。

### 休刊とその後
2010年、kamipro編集部員の全員（山口以外）が突如退社し、山口を入れない体制でkamiproを刊行する形となった。山口が「ハッスル」で抱えた巨額の負債により雑誌刊行を停止させないためと思われる。2011年3月にはエンターブレインとの関係が切れNo.157をもって休刊となった。同年7月29日には、元kamiproのスタッフが集結し、同じく格闘技の専門雑誌「Dropkick」を創刊した(販売元は晋遊舎）。さらに12月には、やはり「kamipro元スタッフが関わる雑誌」として『KAMINOGE』が東邦出版より創刊される。
2012年には書名の権利を持つ山口日昇がウェブマガジンとして「かみぷろ」（kamipro.com/）を創刊。こちらは「神様のプロパガンダ」の略であるとしている。

## 近時の刊行物
2010年以降について掲載。

### kamipro
- 連載
  - 金ちゃんのどこまでやるの?
  - 花くまゆうさく まんが長期連載

各号のテーマを表紙とともに記載
- No.153 「UFC」迫りくる帝国 - アリスター・オーフレイム
- No.152 「音楽」- メイヘム・ミラーら *音楽（歌）の特集なので、もちろん藤波辰巳が存分に歌を語っている。
- No.151 「猪木とは何か?」 - レーナ
- No.150 「ビデオゲーム」- レーナ（春麗の恰好をしている）
- No.149 「映画」- ブルース・リー
- No.148 「マンガ」- あしたのジョー
- No.147 「開国」（日本人総合格闘家の海外大会への進出）-  川尻達也
- No.146 「1993年の女子プロレス」- 北斗晶
- No.145 「twitterとは何か?」- 青木真也
- No.144 「オヤジ」- 吉田秀彦
- No.143 「昭和のプロレス」- まんがのタイガーマスク

### kamipro Special
各号とも、試合のレポートが中心。表紙のキャッチコピーを表紙の人物とともに紹介
- kamipro Special 2010 NOVEMBER 「格闘技界に石井慧は必要なのか?」
- kamipro Special 2010 AUGUST 「ヒョードルよ、（Strikeforceでの完敗なんて）ウソだろ…」
- kamipro Special 2010 JUNE Strikeforceで完敗した青木真也「それでも生きろ!」
- kamipro Special 2010 MAY 「五味隆典UFCで完敗！ まだ日本には青木がいる!!」
- kamipro Special 2010 APRIL 「昔の顔で出てねえぜ!」 ヴァンダレイ・シウバ
- kamipro Special 2010 FEBRUARY 「狂気の大晦日!」青木真也腕折り事件

## 単行本
企画力が高く、他社では絶対に考え付かないようなニッチな企画を断行し、それらをヒットさせ続けている。同誌の本で新たに取り上げられた見立てが、すぐに業界全体のスタンダードになるなど、影響力も高い。

### エンターブレインムック
- 佐伯繁『日本格闘技界のウラ・オモテ』 ISBN 978-4047269200 （DEEPのプロモーターで、いまや日本格闘界屈指のタニマチによる内幕本）

### kamipro books

#### 格闘技
- 橋本宗洋『PRIDEはもう忘れろ!』
- PRIDE機密ファイル 封印された30の計画
- 野良犬 - キックボクサー 小林聡の軌跡
- 魔王 - 秋山成勲 2つの祖国を持つ男
- 尾崎允実『パンクラス 15年の真実』（ワールドパンクラスクリエイト社長による内幕本）
- UWF変態新書
- プロレス狂の詩 夕焼地獄流離篇（インタビュー本）

#### プロレス誌、紙編集者
- 生前追悼 ターザン山本!（ターザン山本の生前追悼本）
- 吉田豪のセメント!!スーパースター列伝 パート1 （本誌元編集者によるインタビュー本）

##### 井上義啓
- 井上義啓『底なし沼』
- 殺し（井上義啓 追悼本）

#### 新日本プロレス
- 中邑真輔の一見さんお断り!
- 永田裕志『永田さんのかんがえたこと』
- 新日本プロレス学習帳

#### アメプロ
- WWEトリビアブック
- ストーンコールド・トゥルース
- ハリウッド・ハルク・ホーガン ハルク・ホーガン自伝
- リック・フレアー自伝 トゥー・ビー・ザ・マン
- テリー・ファンク自伝 人生は超ハードコア!
- ハーリー・レイス自伝 キング・オブ・ザ・リング
- ダスティ・ローデス自伝 アメリカン・ドリーム
- フレッド・ブラッシー自伝

#### その他プロレス
- エディ・ゲレロ自伝
- 長州力・金澤克彦『力説』 長州力という男
- 紙の破壊王 ぼくらが愛した橋本真也 爆勝証言集
- マッスル坂井『八百長★野郎』 - エンタメ系プロレス興行の極地「マッスル』の主催者。2010年に業界から引退。
- 市瀬英俊（構成）『ジャイアント馬場 王道ミュージアム』
- 悪役道

### エンターブレイン BLOODY FIGHTING BOOKS
- 船木誠勝『船木誠勝の真実』
- ダイナマイト・キッド自伝 ピュア・ダイナマイト
- 悪い方の鈴木健『最強のプロレス団体 UWFインターの真実』
- 宮戸優光『UWF最強の真実』
- ビル・ロビンソン『人間風車』
- 門馬忠雄『ニッポン縦断 プロレスラー列伝』（著者は元東スポの著名記者）
- 門馬忠雄『アンドレがいた!』
- ターザン山本『プロレスのあばき方』
- ターザン山本『プロレス社長の馬鹿力』 -十人十色のインディー経営哲学-
- 大谷“Show”泰顕『プロレスvsK-1読本 元気があれば猪木軍』

### ワニマガジン社の単行本
- 『矛』 ― パンクラス公式読本
- 『盾』 ― パンクラス公式読本
- 石川雄規『情念』

### ワニマガジン・ムック
- 『さくぼん』 桜庭和志公式マガジン ワニマガジン・ムックシリーズ171
- 紙の前田日明 ワニマガジン・ムックシリーズ82
- 極真とは何か?  ワニマガジン・ムックシリーズ26
- 大山倍達とは何か? ワニマガジン・ムックシリーズ9

### 芸文社 芸文mook
- 猪木とは何か? - 猪木に対する世間の認識を革命的に変えた画期的な本。
- 猪木とは何か?キラー編

## ダブルクロス
同誌を刊行していた「ダブルクロス（英語:double cross）」とは（ライバル社の両方と結んだ）「二重契約」の意である。体は一つしかないので先に結んだ契約を当然反故にすることになる。転じて、「裏切り」一般を指す非常に強い言葉である。スパイを「ダブル」（二重エージェント）というのと同じ感覚である。
その後、同社は社名をまさに地で行く展開となり、「経営共同パートナーが社員ほぼ全員を引き連れて他社移籍」「社長以外の全員がある日突然集団退社」などの内紛が起きている。
社長の山口は社員にあだ名（ホーリーネーム）を授け、それをビジネス上の名として使わせていた（次欄参照。現役の「ジャン斉藤」「堀江ガンツ」というのもある）。自身も昇から「日昇」に改称した（読みは変わらず訓読み。間違ってもニッショウとは読まない）。これは当時山口と対立していた前田日明（日明だが「あきら」と読む）へのご機嫌取りだとする見方もある。

## 著名なOB
- 吉田豪
- 坂井ノブ - 現在はIT制作会社に勤務。同社で高山善廣をサポートするサイト「立ち上がれ！高山善廣」を運営。
- 八木賢太郎 - お笑い系フリーライター。カジノフォーリー編集部員を経て、居候。
- ジャン斉藤 - ジャンは麻雀のジャンから。同誌編集長を経て「Dropkick」編集長。
- 堀江ガンツ - ガンツは特撮ドラマ『がんばれ!!ロボコン』のガンツ先生から。フリーライター。分裂後の「Dropkick」、「KAMINOGE」両誌に寄稿していたが、のちに「KAMINOGE」に専任。
- 佐々木亜希（当時は「ささきぃ」） - 格闘技ライター。『殴る女たち』（2010年、草思社）を上梓。
- 寺島ジャイ子 - 後に吉田豪のテープ起こしを担当[13]
- 原タコヤキ君 - 音楽ライター。格闘技、プロレス関係はタコヤキ名義で活動。メディアプルポを経て、槇原敬之の個人事務所であるワーズアンドミュージックに在籍した後、現在は音楽著作権業務の仕事に就いている。
- 中村カタブツ君 - 「極真外伝―極真空手もうひとつの闘い」（1999年、ぴいぷる社）を上梓。の
- 井上きびだんご - ペールワンズの井上総帥（井上崇宏）。山本小鉄のものまねで知られる。のちにKAMINOGE編集長。
- のものも - 仕事で知り合ったアレクサンダー大塚とすぐに結婚し引退。
- 片山ボン - 現在は編集者を辞め、大阪で、アジアタッグというカフェを営んでいる
- 阿修羅チョロ - 格闘技ライター。貧乏ライターとしてテレビ出演したほか、2010年にはAV男優としてもデビュー。
- 真下義之 - ホーリーネームのない珍しい編集者。退社後は新日本プロレスのスタッフへと転籍。
- 松下ミワ - 格闘技好きが高じて入社するも、無知であるプロレスものインタビュアーとして多数起用。「Dropkick」に移籍。